# Campionati mondiali di karate 2012
La 21ª edizione dei campionati mondiali di karate si è svolta al POPB di Parigi dal 21 al 25 novembre 2012 e ha visto la partecipazione di 116 nazioni rappresentate da 990 atleti.
Mattatrice della competizione è stata la Francia padrona di casa, che conquista 7 ori, 2 argenti e 4 bronzi.

## Medagliere
| Posiz. | Nazione         | Oro | Argento | Bronzo | Totale |
| ------ | --------------- | --- | ------- | ------ | ------ |
| 1      | Francia         | 7   | 2       | 4      | 13     |
| 2      | Giappone        | 4   | 1       | 6      | 11     |
| 3      | Italia          | 1   | 3       | 2      | 6      |
| 4      | Turchia         | 1   | 2       | 3      | 6      |
| 5      | Iran            | 1   | 1       | 1      | 3      |
| 6      | Egitto          | 1   | 0       | 5      | 6      |
| 7      | Venezuela       | 1   | 0       | 0      | 1      |
| 8      | Azerbaigian     | 0   | 2       | 1      | 3      |
| 9      | Croazia         | 0   | 2       | 0      | 2      |
| 10     | Tunisia         | 0   | 1       | 0      | 1      |
| 10     | Cina            | 0   | 1       | 0      | 1      |
| 10     | Brasile         | 0   | 1       | 0      | 1      |
| 13     | Spagna          | 0   | 0       | 2      | 2      |
| 13     | Stati Uniti     | 0   | 0       | 2      | 2      |
| 15     | Algeria         | 0   | 0       | 1      | 1      |
| 15     | Svizzera        | 0   | 0       | 1      | 1      |
| 15     | Serbia          | 0   | 0       | 1      | 1      |
| 15     | Rep. Dominicana | 0   | 0       | 1      | 1      |
| 15     | Grecia          | 0   | 0       | 1      | 1      |
| 15     | Kazakistan      | 0   | 0       | 1      | 1      |
| Totale | Totale          | 16  | 16      | 32     | 64     |

## Podi

### Maschili
| Specialità       | Oro | Argento | Bronzo |
| Kata             | Antonio José Díaz                                                                                           | Vu Duc Minh Dack                                                                                                  | Luca Valdesi Rio Kiyunaz                                                                                             |
| Fino a 60 kg     | Amir Mehdizadeh                                                                                             | Douglas Brose | Mohamed Ali Marco Antic                                                                                              |
| Fino a 67 kg     | Magdy Hanafi                                                                                                | Saeid Ahmadikaryani                                                                                               | William Rolle Brian Ramrup                                                                                           |
| Fino a 75 kg     | Luigi Busà                                                                                                  | Rafael Ağayev | Oualid Bouabaoub Ko Matsuhisa                                                                                        |
| Fino a 84 kg     | Kenji Grillon                                                                                               | Ryutaru Araga | Aykhan Mamayev Yavuz Karamollaoglu                                                                                   |
| Oltre gli 84 kg  | Enes Arkan                                                                                                  | Shahin Atamov | Stefano Maniscalco Khalid Khalidov                                                                                   |
| Kata a squadre   | Giappone Koji Arimoto Takato Soma Takumi Sugino Ryo Kiyuna Takuya Uemura                                    | Italia Luca Valdesi Vincenzo Figuccio Lucio Maurino                                                               | Francia Jonathan Plagnol Romain Lacoste Jonathan Maruani                                                             |
| Kata a squadre   | Giappone Koji Arimoto Takato Soma Takumi Sugino Ryo Kiyuna Takuya Uemura                                    | Italia Luca Valdesi Vincenzo Figuccio Lucio Maurino                                                               | Egitto Ibrahim Magdy Mustafa Ibrahim Ahmed Ashraf                                                                    |
| Kumite a squadre | Francia Mathieu Cossou Nadir Benaissa Kenji Grillon Ibrahim Gary Azdin Rghioui Salim Bendiab Logan Da Costa | Turchia Enes Erkan Yücel Gündoğdu Murat Salih Kurnaz Yaser Şahintekin Gökhan Gündüz Mustafa Utku Şahin Aykut Usda | Iran Maziar Elhami Saeid Farrokhi Zabihollah Poursheib Ebrahim Hassanbeigi Saman Heidari Ali Fadakar Sajad Ganjzadeh |
| Kumite a squadre | Francia Mathieu Cossou Nadir Benaissa Kenji Grillon Ibrahim Gary Azdin Rghioui Salim Bendiab Logan Da Costa | Turchia Enes Erkan Yücel Gündoğdu Murat Salih Kurnaz Yaser Şahintekin Gökhan Gündüz Mustafa Utku Şahin Aykut Usda | Egitto Hany Shakr Ahmed Sayed Ossama Abdelaziz Sayed Salem Mohamed Gamal Magdy Mamdouh Omar Ahmed                    |

### Femminili
| Specialità       | Oro                                                              | Argento                                                         | Bronzo                                                              |
| Kata             | Rika Usami                                                       | Sandy Scordo                                                    | Sakura Kokumai Yaiza Martín                                         |
| Fino a 50 kg     | Alexandra Recchia                                                | Li Hong                                                         | Serap Özçelik Ana Villanueva                                        |
| Fino a 55 kg     | Lucie Ignace                                                     | Jelena Kovačević                                                | Yassmin Hamdy Miki Kobayashi                                        |
| Fino a 61 kg     | Lolita Dona                                                      | Boutheina Hasnaoui                                              | Elena Quirici Yu Miyamoto                                           |
| Fino a 68 kg     | Kayo Someya                                                      | Hafsa Şeyda Burucu                                              | Heba Abdelrahman Tiffany Fanjat                                     |
| Oltre i 68 kg    | Nadège Aït-Ibrahim                                               | Greta Vitelli                                                   | Ayumi Uekusa Eleni Chatziliadou                                     |
| Kata a squadre   | Giappone Miku Morioka Hikaru Ono Kyosuke Yamashita               | Italia Sara Battaglia Viviana Bottaro Michela Pezzetti          | Spagna Yaiza Martín Margarita Morata Sonia García                   |
| Kata a squadre   | Giappone Miku Morioka Hikaru Ono Kyosuke Yamashita               | Italia Sara Battaglia Viviana Bottaro Michela Pezzetti          | Francia Sonia Fiuza Clothilde Boulanger Jessica Hugues              |
| Kumite a squadre | Francia Tiffany Fanjat Lolita Dona Alexandra Recchia Emily Thouy | Croazia Maša Martinović Azra Saleš Ana-Marija Čelan Ivona Tubić | Turchia Serap Özçelik Tuba Yenen Meltem Hocaoğlu Hafsa Şeyda Burucu |
| Kumite a squadre | Francia Tiffany Fanjat Lolita Dona Alexandra Recchia Emily Thouy | Croazia Maša Martinović Azra Saleš Ana-Marija Čelan Ivona Tubić | Giappone Miki Kobayashi Yu Miyamoto Kayo Someya Ayumi Uekusa        |